# Federico Heinz
Federico Heinz je argentinský programátor a advokát svobodného softwaru. Spoluzakládal neziskovou organizaci Fundación Vía Libre, jenž prosazuje svobodné šíření vědomostí jako motor sociálního pokroku a vývoj a užívání svobodného softwaru. Pomáhal zákonodárcům jako argentinskému Ing. Dragan, Dr. Conde a peruánskému Dr. Edgar Villanueva Nuñez v koncepci prosazování svobodného softwaru ve všech oblastech veřejné správy.
Hovoří plynně španělsky, anglicky a německy.